# Neuroscienze sistemiche
Le neuroscienze sistemiche sono le branche delle neuroscienze che studiano le funzioni dei circuiti e dei sistemi neurali. A questo livello di analisi i neuroscienziati studiano come i differenti circuiti neurali analizzano le informazioni sensoriali formando le percezioni del mondo esterno e svariati altri processi complessi come la presa di decisione, l'attenzione volontaria e il controllo dei movimenti. Le ricerche di neuroscienza sistemica si occupano della relazione tra gli approcci cellulari e molecolari al fine di comprendere la struttura e le funzioni del sistema nervoso, nonché allo studio delle funzioni mentali superiori come il linguaggio, la memoria e consapevolezza. Le neuroscienze sistemiche solitamente utilizzano tecniche in grado di monitorare l'attività elettrica dei singoli neuroni in vivo (Impianto di micro-elettrodi), l'afflusso di sangue nei distretti neuronali tramite la risonanza magnetica funzionale (fMRI) o la tomografia a emissione di positroni (PET). Uno dei campo maggiormente studiati dalle neuroscienze sistemiche è il funzionamento delle cortecce visive in particolare del lobo occipitale.